# Minyomerus reburrus
Minyomerus reburrus (лат.) — вид жуков-долгоносиков рода Minyomerus из подсемейства Entiminae. Северная Америка.

## Распространение
США, Нью-Мексико, Техас.

## Описание
Мелкие жуки-долгоносики, длина самок от 4,15 до 4,37 мм; длина рострума (хоботка) 0,50—0,58 мм. Отличается неровными рядами щетинок на надкрыльях и строением гениталий. Основная окраска тела от темно-коричневой до чёрной.
Покровы несут прижатые чешуйки (мелкие и беловатые и желтые), которые имеют субокруглую форму и сзади перекрываются; голова направлена немного вентрально; задние лапки короче, чем задние голени; на всех лапках отсутствуют подушечки щетинок, но имеются толстые щипики.
Ассоциированы с такими растениями, как полынь (Artemisia, Asteraceae). Личинки предположительно питаются на корнях растений.
Вид впервые описан в 2015 году американскими энтомологами Майклом Янсеном (Michael Andrew Jansen) и Нико Францем (Nico M. Franz; Arizona State University, Темпе, США).